# Flindersia fournieri
Flindersia fournieri är en vinruteväxtart som beskrevs av Panch. & Sebert. Flindersia fournieri ingår i släktet Flindersia och familjen vinruteväxter. Inga underarter finns listade i Catalogue of Life.